# كولي (ألبرتا)
كولي (بالإنجليزية: Cowley, Alberta)‏ هي قرية تقع في كندا في ألبرتا. يقدر عدد سكانها بـ 236 نسمة ومساحتها 1.40 كم2 وترتفع عن سطح البحر 1,175 متر.